# Pasym
Pasym là một thị trấn thuộc huyện Szczycieński, tỉnh Warmińsko-Mazurskie ở đông-bắc Ba Lan. Thị trấn có diện tích 15 km². Đến ngày 1 tháng 1 năm 2011, dân số của thị trấn là 2549 người và mật độ 168 người/km².